# Eva Beiter-Schwärzler
Eva-Maria Beiter-Schwärzler, geb. Schwärzler, (* 26. Dezember 1988 in Dornbirn) ist eine österreichische Eishockeyspielerin, die seit September 2021 beim Hockey Team Thurgau in der Schweizer Women’s League (SWHL A) unter Vertrag steht.

## Karriere
Mit acht Jahren begann Eva-Maria Schwärzler mit dem Eishockeysport im Nachwuchsbereich des Dornbirner EC. Mit den – auch männlichen – Nachwuchsmannschaften des DEC gewann sie zahlreiche nationale und regionale Titel, unter anderem wurde sie 2002 österreichischer Knabenmeister und 2004 österreichischer Schülermeister. Anschließend wechselte sie im Alter von 15 Jahren in die Schweiz zum DSC Oberthurgau, um sich sportlich weiterzuentwickeln und in einer höherklassigen Liga zu spielen. Damit war sie auch die erste österreichische Spielerin in der Schweizer Leistungsklasse A.

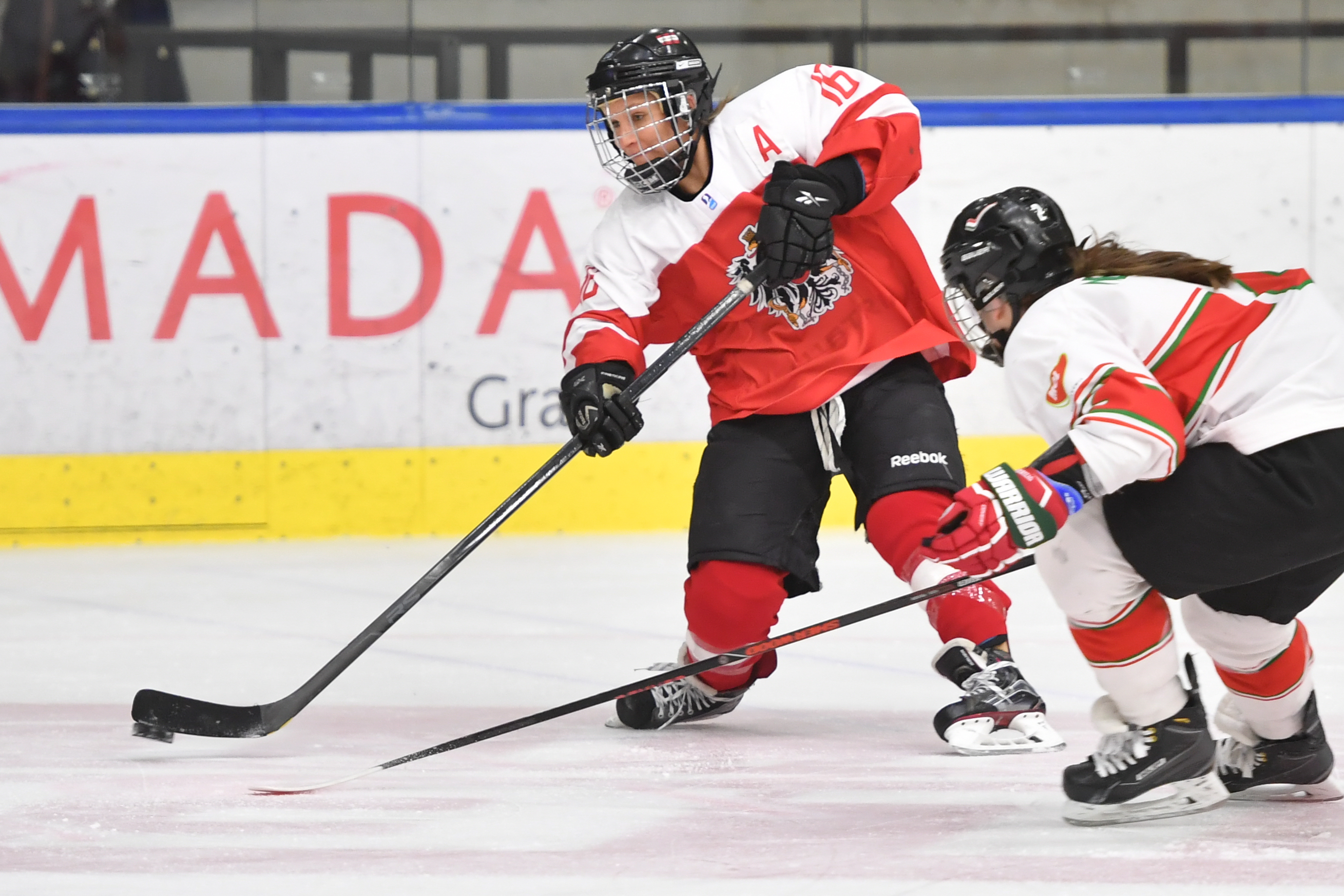
Beiter bei der Weltmeisterschaft der Division I 2017

Im Jahr 2007 erhielt sie als erste österreichische Eishockeyspielerin ein Sport-Stipendium für ein US-College und spielte eineinhalb Jahre lang für das Eishockeyteam der Bemidji State University in der National Collegiate Athletic Association. Im November 2008 musste sie das College in Minnesota krankheitsbedingt verlassen und fiel bis zum März 2009 aus, als sie für den EC The Ravens Salzburg in der österreichischen Staatsmeisterschaft debütierte und mit den Ravens ihren ersten Staatsmeistertitel gewann. Ein Jahr später belegte sie mit den Ravens den zweiten Platz in der Saison 2009/10 der Elite Women’s Hockey League.
Zur Saison 2010/11 wechselte sie zurück in die Schweiz und wurde von den ZSC Lions Frauen unter Vertrag genommen. Eine Spielzeit später gewann sie mit den ZSC Lions die Schweizer Meisterschaft und war zweitbeste Scorerin der gesamten Liga. In den Jahren 2012 und 2013 folgten zwei weitere Meistertitel mit den Lions, ehe sie 2014 für eine Saison – aufgrund der Nähe zu ihrem Wohnort – zum SC Weinfelden wechselte. 2015 kehrte sie zu den ZSC Lions zurück und gewann 2016 einen weiteren Meistertitel mit dem Team.
Zu Beginn der Saison 2016/17 stand sie noch im Kader der Lions, zog sich aber aus Zeitgründen vom Spielbetrieb zurück und hielt sich anschließend im Nachwuchs des Dornbirner EC fit. In der Saison 2017/18 absolvierte sie ein Spiel für die DEC Salzburg Eagles. Seit September 2021 steht sie beim Hockey Team Thurgau in der Schweizer Women’s League (SWHL A) unter Vertrag.

### International
Eva Schwärzler wurde früh in ihrer Karriere in die Frauen-Nationalmannschaft berufen und hatte als 15-Jährige schon 29 Länderspiele absolviert, in denen sie zwölf Tore und 15 Assists erzielt hatte. Zur Weltmeisterschaft 2004 schaffte sie mit dem Nationalteam den Aufstieg aus der Division III in die Division II, bei der Weltmeisterschaft 2008 aus dieser in die Division I. Zudem nahm sie mit dem Frauenauswahl an drei Qualifikationsturnieren für Olympische Winterspiele teil, konnte sich aber nie qualifizieren.
Bis 2016 hatte sie 121 Länderspiele absolviert, in denen sie 99 Tore erzielt hatte und weitere 72 Tore vorbereitet hatte.

## Erfolge und Auszeichnungen
- 2009 Österreichischer Meister mit dem EC The Ravens Salzburg
- 2010 Österreichischer Vizemeister mit dem EC The Ravens Salzburg
- 2011 Schweizer Meister mit den ZSC Lions Frauen
- 2012 Schweizer Meister mit den ZSC Lions Frauen
- 2013 Schweizer Meister mit den ZSC Lions Frauen
- 2016 Schweizer Meister mit den ZSC Lions Frauen

### International
- 2004 Aufstieg in die Division II bei der Weltmeisterschaft der Division III
- 2008 Aufstieg in die Division I bei der Weltmeisterschaft der Division II

## Karrierestatistik

### International
(Legende zur Spielerstatistik: Sp oder GP = absolvierte Spiele; T oder G = erzielte Tore; V oder A = erzielte Assists; Pkt oder Pts = erzielte Scorerpunkte; SM oder PIM = erhaltene Strafminuten; +/− = Plus/Minus-Bilanz; PP = erzielte Überzahltore; SH = erzielte Unterzahltore; GW = erzielte Siegtore; 1 Play-downs/Relegation; Kursiv: Statistik nicht vollständig)

## Familie
Im Jahr 2013 heiratete Eva Schwärzler den ehemaligen Eishockeyspieler Michael Beiter, mit dem sie bis 2017 in Rankweil wohnte. Seit 2017 wohnt sie mit ihrem Mann und zwei Kindern in Dornbirn. Seit der Heirat ist sie teils als Eva(-Maria) Beiter-Schwärzler bekannt. Hauptberuflich arbeitet sie als Volksschullehrerin.